# 이규철
이규철(1982년 5월 1일 ~ )은 대한민국의 전직 축구 선수이다. 선수 시절 포지션은 수비수, 미드필더였다.